# Giulia y los Tellarini
Giulia y los Tellarini è un gruppo musicale formato da Giulia Tellarini, Jens Neumaier, Maik Alemany, Alejandro Mazzoni, Xavier Tort, Pablo Diaz-Reixa, Jordi Llobet, Olga Abalos e Joan Portales.

## Storia e carriera
La voce principale è quella femminile della Tellarini, italiana, che, nata a Treviso, decide di trasferirsi a Barcellona. Insieme al fidanzato argentino Alejandro Mazzoni, si unisce in gruppo ad altri due ragazzi: Maik Alemany e Jens Neumaier. Successivamente si uniranno al gruppo gli altri membri. Il gruppo è molto eterogeneo, comprendendo oltre Giulia, l'argentino Mazzoni, il tedesco Neumaier e gli altri componenti spagnoli.
Si esibiscono in piccoli locali e per le strade interpretando cover e pezzi loro. In seguito il gruppo incide il suo primo disco Eusebio, dedicato a un artista pensionato molto conosciuto che vive nel Barrio Gracia di Barcellona. Quest'uomo è stato scelto dal gruppo come simbolo della vita di Barcellona e i suoi disegni sono apparsi come cover del loro album e del relativo booklet.

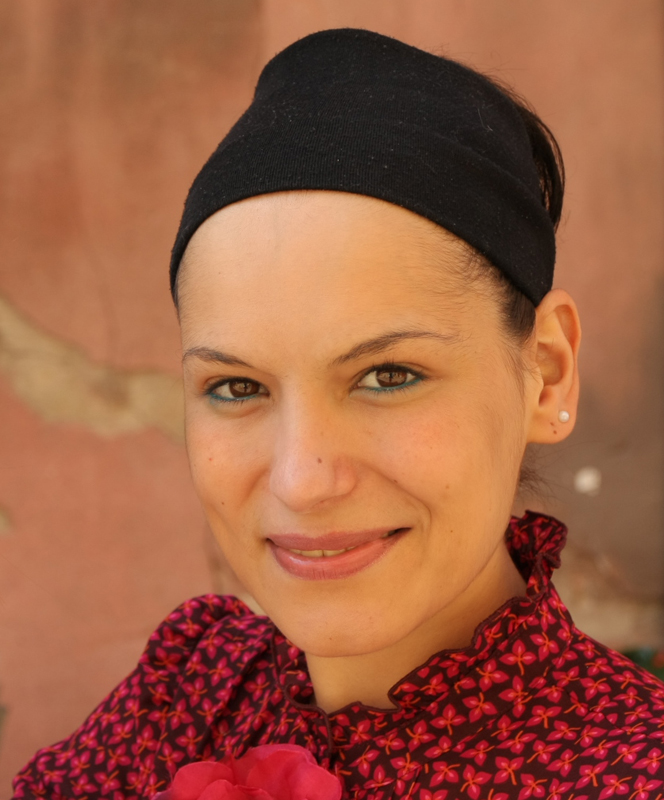
Giulia Tellarini

Nel 2007 il regista Woody Allen arriva nella capitale catalana per girare il film Vicky Cristina Barcelona. Lasciano una copia del loro album nella sala dell'Hotel Arts dove alloggia il regista, chr inaspettatamente ascolta ed apprezza il CD, al punto da includere i brani Barcelona e La Ley del Retiro nella colonna sonora di Vicky Cristina Barcelona.
Giulia y los Tellarini hanno in seguito fondato un'etichetta indipendente chiamata La Colazione.
Nel 2010 vengono chiamati ancora da Woody Allen per interpretare il brano Mais si l'amour per il suo film Incontrerai l'uomo dei tuoi sogni.

## Formazione
- Giulia Tellarini: (voce e fisarmonica)
- Jens Neumaier: (chitarra, saxofono, charango e coro)
- Maik Alemany: (chitarra, charango e coro)
- Alejandro Mazzoni: (contrabbasso, percussioni, flauto e coro)
- Xavier Tort: (tromba)
- Pablo Diaz-Reixa: (percussioni e coro)
- Jordi Llobet: (percussioni, melodica)
- Olga Abalos: (saxofono alto)
- Joan Portales: (chitarra elettrica, mandolino e charango)
- Camilo Zorilla:  (percussioni, melodica)

## Discografia

### Album
- 2008 - Eusebio (MaikMaier)[2]
- 2009 - Live in Fonobar (Fonografika/Iberia Records)
- 2011 - L'Arrabbiata (MaikMaier)

### Colonna sonora
- Vicky Cristina Barcelona di Woody Allen (2008) dove interpretano 2 brani da loro composti[3]
- Incontrerai l'uomo dei tuoi sogni di Woody Allen (2010) dove interpretano Mais si l'amour.[4]